# Egtved
Egtved es una localidad situada en el municipio de Vejle, en la región de Dinamarca Meridional (Dinamarca), con una población estimada a principios de 2018 de unos 2385 habitantes.
Se encuentra ubicada en el centro de la península de Jutlandia, cerca de la costa del mar Báltico y de la isla de Fionia.
En esta localidad se encontró en 1921 la Muchacha de Egtved, de la Edad del Bronce.